# Sandra Lucbert
Sandra Lucbert est une écrivaine française née en 1981.

## Biographie

### Origines et formation
Sandra Lucbert naît en 1981. 
Elle est normalienne, agrégée de lettres modernes et titulaire d'un master de psychologie obtenu à Paris-VII. 

### Carrière littéraire
En 2013, Sandra Lucbert publie Mobiles, son premier roman sur les intellectuels précaires. Pour Le Monde, « l'écriture de Mobiles n'est pas exempte d'une certaine préciosité, mais celle-ci vient pimenter un réel dont la platitude serait sans cela par trop décevante ». 
La Toile (2017) est pour Les Inrockuptibles un second roman « ambitieux » dans lequel Lucbert « réactive » les effets des Liaisons dangereuses de Pierre Choderlos de Laclos. Pour L'Humanité, il s'agit d'un « livre brillant, à la hauteur de son pari, un récit qui sait ménager ses surprises, même pour celui qui croit avoir tout prévu ». Le Monde quant à lui y voit « l'échec de ceux qui se rêvent, sans en avoir l'envergure, en Merteuil et Valmont contemporains ». Pour Yves Citton, ce roman présente « une conscience très conceptuelle, ou très techno-sociologique du monde dans lequel on vit », ainsi qu'une « dimension proprement littéraire […] avec des amours, d'être pris dans ces jeux de réseaux ». D'ailleurs, dans le sillage de ce roman, Lucbert est invitée à commenter l'affaire de la Ligue du LOL sur le cyber-harcèlement.  
En 2020, elle publie Personne ne sort les fusils, un livre qu'elle écrit après avoir assisté au procès France Télécom. Elle y dénonce le langage du capitalisme néolibéral, car il s'agit pour elle de « l'histoire d'un enlisement grammatical ». Lucbert déclare vouloir dénoncer les « violences structurelles du capitalisme financiarisé » qui utilise un langage particulier, la « Lingua Capitalismi Neoliberalis (LCN) » en référence à la LTI de Victor Klemperer. Pour Les Inrockuptibles, son roman est d'« une forme littéraire hybride » qui fait « effraction dans le discours des dominants ». Pour La Vie, Lucbert pratique une « littérature d'intervention » où elle « bouscule les mots (« économie de serfs/vices »), en détourne les litanies absconses, file la métaphore de la liquidité financière et joue avec le (cash-)flow avec une verve rabelaisienne ». Le philosophe du langage Jean-Jacques Lecercle lui consacre un texte dans Diacritik intitulé « Que peut la littérature », y voyant la démonstration qu'« il y a du contre-hégémonique dans toute littérature digne de ce nom. »
À la rentrée 2021, Lucbert poursuit sa critique de la LCN avec Le Ministère des contes publics publié aux éditions Verdier. Après « Il-faut-libérer-du-cash-flow » et la façon dont il « transfigure la surexploitation des salariés », elle s'attaque au discours automatique « LaDettePubliqueC'estMal », qui « rend méconnaissable la destruction de l'ensemble des services publics ». Ulysse Baratin écrit dans En attendant Nadeau : « Court, décisif, d’une inventivité et d’une lucidité féroces, Le ministère des contes publics ouvre une voie. Pour la première fois, un texte s’empare du discours sur la « nécessité » de réduire la dépense publique au nom de la dette. Face aux stances techniciennes qui nous environnent, Sandra Lucbert prend la littérature au sérieux. ». Elle signe également trois chapitres du recueil collectif Le Nouveau Monde. Tableau de la France néolibérale,.
En janvier 2025, elle co-signe Pulsion avec Frédéric Lordon aux éditions La Découverte.

### Liens entre littérature et politique
Entre les deux tours de l'élection présidentielle de 2022, en réponse à deux tribunes de personnalités culturelles appelant à voter pour Emmanuel Macron, elle critique ce qu'elle appelle « LeMondeDeLaCulture » dont les déclarations ne contiennent « pas un mot qui concerne les réalités matérielles des gens : pas plus celles du capitalisme autoritaire que celles du fascisme (...) c’est que la classe bourgeoise, elle, est délivrée des inquiétudes de subsistance — elle se consacre aux Grandes Questions ». Elle estime que « l’antidote au MondeDeLaCulture, c’est de sortir de l’isolement ; de participer à la lutte des classes » et apporte son soutien aux collectifs d'artistes Art en grève et La Buse « qui entendent penser et réorganiser leurs modes de lutte et leurs revendications à partir de leur statut de travailleurs ». 
Ces positions, développées dans plusieurs entretiens,, aboutissent en 2024 à son ouvrage Défaire voir sur les liens entre littérature et politique,,.

## Distinctions
- 2020 : Prix de l'Essai Les Inrockuptibles pour Personne ne sort les fusils[27].

## Œuvre

### Romans
- Mobiles, Flammarion, 2013 (ISBN 978-2-08-131048-3 et 2-08-131048-1)
- La Toile, Gallimard, 2017 (ISBN 978-2-07-269417-2 et 2-07-269417-5)
- Personne ne sort les fusils, Seuil, 2020, 153 p. (ISBN 978-2-02-145655-4 et 2-02-145655-2)
- Le ministère des contes publics, Verdier, 2021, 144 p. (ISBN 978-2-37856-117-8)

### Essais
- Défaire voir. Littérature et politique, Amsterdam, 2024, 112 p. (ISBN 9782354802806)
- Frédéric Lordon et Sandra Lucbert, Pulsion, Paris, La Découverte, 2025, 600 p. (ISBN 9782348086199)

### Ouvrages collectifs
- Antony Burlaud (dir.), Allan Popelard (dir.) et Grégory Rzepski (dir.), Le Nouveau Monde. Tableau de la France néolibérale, Paris, Amsterdam, 2021, 1046 p. (ISBN 9782354802301)